# Organy w Archiopactwie Cystersów w Jędrzejowie
Organy w Archiopactwie Cystersów w Jędrzejowie – organy pochodzące z połowy XVIII wieku o mechanicznej trakturze gry i mechanicznej trakturze rejestrów. Instrument posiada cztery manuały oraz pedał i liczy 40 głosów.

## Historia

### Geneza
Archiopactwo w Jędrzejowie zostało założone w 1140 roku, co czyni je najstarszą fundacją cysterską w Polsce. Po zrzeczeniu się urzędu biskupa krakowskiego, w jędrzejowskim klasztorze ostatnie lata życia spędził kronikarz Wincenty Kadłubek, który tam też został pochowany. W XVIII wieku kuria krakowska rozpoczęła starania o jego beatyfikację (która finalnie nastąpiła w 1764 roku), co pociągnęło za sobą starania w celu odrestaurowania przyklasztornego kościoła, nadwątlonego podczas pożaru w 1726 roku; ważnym elementem procesu renowacji miało być z kolei powstanie nowych organów.

### Budowa organów
Instrument został wybudowany w latach 1745-1751/1752 przez organmistrza Józefa Sitarskiego z Krakowa przy współpracy z Ignacym Foglerem z Warszawy. Jako że organy miały znajdować się na dość niewielkim chórze zajmującym zachodnie przęsło stosunkowo wąskiej nawy głównej (6,60 metra), Sitarski musiał umiejętnie wykorzystać przestrzeń, tak aby instrument był możliwie jak największy. W tym celu, piszczałki sekcji pedału zostały umieszczone na romańskiej emporze wybudowanej na początku XII wieku, będącej częścią przedcysterskiego kościoła grodowego. Początkowo, sekcja pedału miała liczyć 15 głosów, jednakże finalnie udało się ich zbudować jedynie 10. Łącznie zaś, instrument Sitarskiego liczył 43 głosy, rozmieszczone w trzech manuałach i pedale, co czyniło je naonczas największymi organami w Polsce.

### Kryzys
Świetność instrumentu przemijała jednakże wraz z podupadaniem opactwa oraz całego zakonu. W 1800 pożar zniszczył archiwum i bibliotekę klasztorną, a w 1819 roku doszło do kasaty zakonów na terenie Królestwa Polskiego. W drugiej połowie XIX wieku zabudowania klasztorne zamienione zostały na rosyjskie seminarium nauczycielskie dla mężczyzn, a w 1893 doszło do pożaru, który spotęgował uszkodzenia budynków. 27 września 1914 roku kościół został ostrzelany przez wojska niemieckie, co doprowadziło do kolejnego pożaru, który zniszczył hełmy wież kościelnych oraz dach świątyni. Organy przetrwały te wszystkie wydarzenia, jednakże znajdowały się w opłakanym stanie .

### Renowacja
Gruntowne prace konserwatorskie i rekonstrukcyjne rozpoczęły się w 1975 roku i trwały 13 lat. W wyniku długich badań opracowano trzy dokumentacje: analityczno-historyczną, instrumentoznawczą, oraz rysunkową inwentaryzację pomiarową. 28 sierpnia 1988 roku biskup Stanisław Szymecki poświęcił instrument do ponownego użytku liturgicznego, choć prace konserwatorskie nie zostały jeszcze wtedy zakończone. Dopiero w 1997 roku udało się skompletować odnowione i pozłocone rzeźby zdobiące prospekt, któremu również przywrócono oryginalną kolorystykę. Z kolei na przełomie 1998 i 1999 roku dokonano finalnego zaintonowania i nastrojenia instrumentu, czemu przewodził ks. prof. Jan Chwałek.

## Charakterystyka organów

### Dane architektoniczne i techniczne

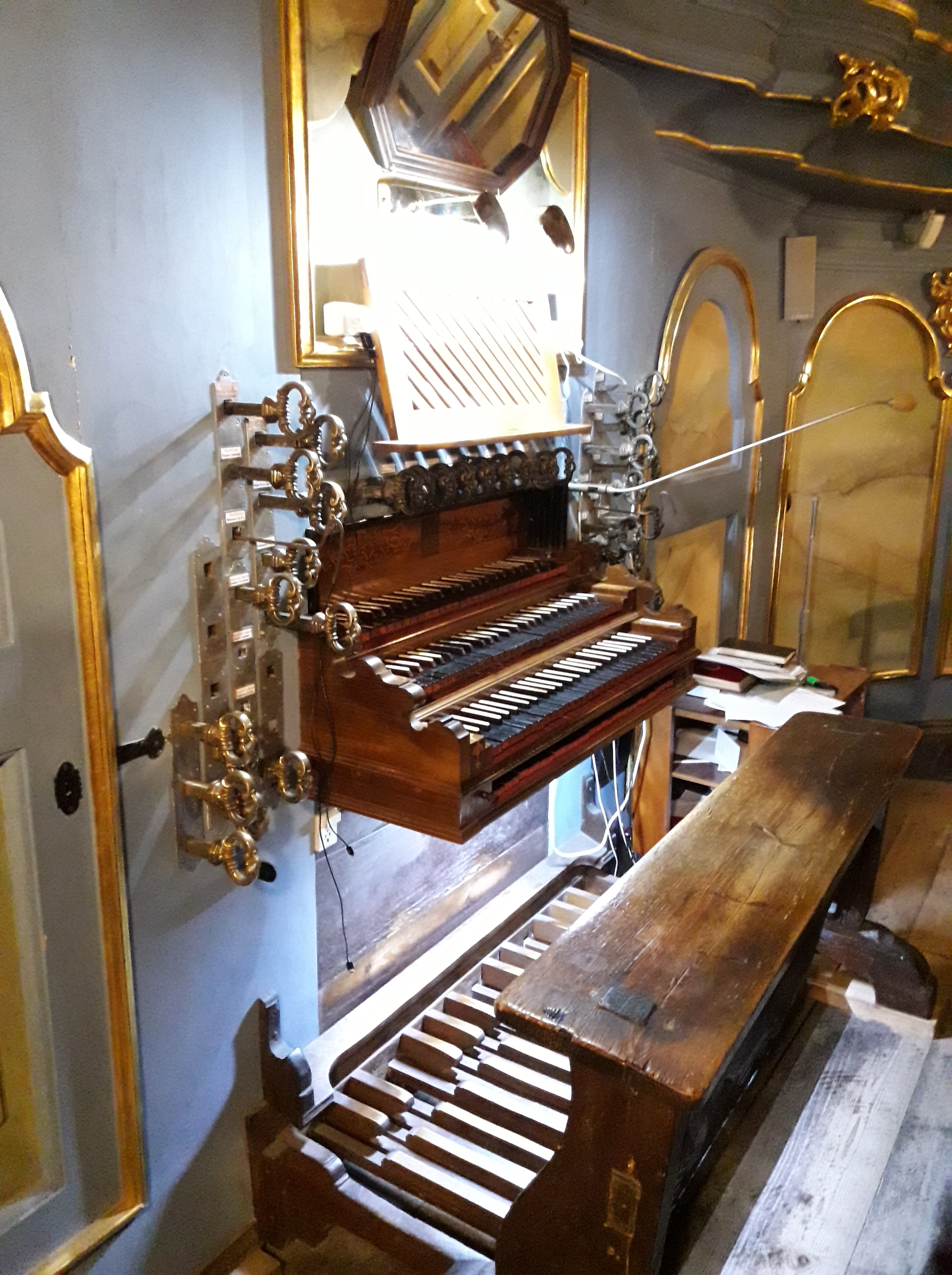
Kontuar organów z półprofilu

Pod kątem architektonicznym instrument jest uznawany za dzieło wczesnorokokowe . Bogato ozdobiony figurami i ornamentami prospekt posiada kompozycję parawanową i zbudowany jest w kształcie litery ,,U". Rozwiązanie to, niespotykane wcześniej w żadnym innym instrumencie na terenie ówczesnej Rzeczypospolitej, zostało kilkadziesiąt lat później zastosowane w organach oliwskich. Wśród figur zdobiących prospekt największymi są: figura króla Dawida z harfą po lewej stronie patrząc od frontu oraz św. Cecylii z portatywem znajdującej się po prawej stronie . Osiemnastowieczne prace snycerskie wykonał warsztat braci Korneckich z Krakowa, zaś pozostała drewniana obudowa została stworzona przez samych cystersów z Jędrzejowa .
Traktura instrumentu jest mechaniczna, zaś klapowo-zasuwowe wiatrownice zasilane są przez elektryczną dmuchawę . Kontuar umieszczony jest w centralnej części szafy organowej tyłem do ołtarza głównego. Organy posiadają cztery manuały, wykonane z hebanu i kości słoniowej, oraz pedał, przy czym jedynie trzy manuały posiadają własne piszczałki, zaś czwarty, wysuwany spod pozostałych, transponuje manuał pierwszy (pozytyw dolny) o cały ton w dół. Klawiatury dysponują pełnym zakresem chromatycznym od C do f3, co daje łącznie 54 klawisze w każdym manuale. Zgodnie z XVIII-wiecznym zwyczajem, manuał drugi pełni funkcję manuału głównego. Kolejne głosy organów uruchamia się przy użyciu odlewanych w brązie kluczy registrowych (manubriów), które stanowią rzadkość w tego typu instrumentach, ze względu na sposób wykonania . Same organy, pomimo późniejszych napraw, zachowały barokowe brzmienie, podobnie jak w nienaruszonym stanie do dzisiejszych czasów przetrwała oryginalna, drewniana mechanika instrumentu  .

### Skala organów

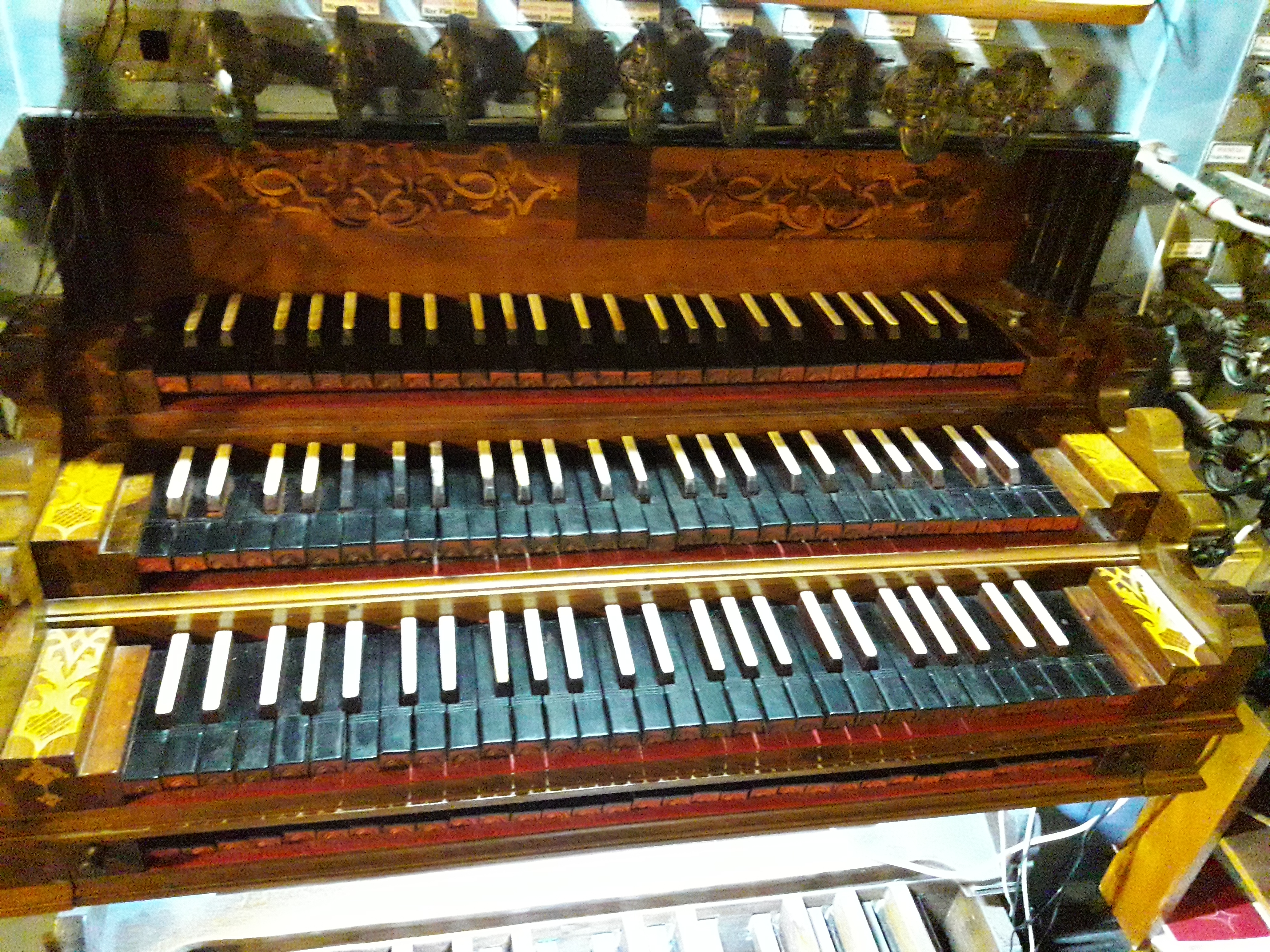
Manuały I, II i III (Manuał IV jest schowany)

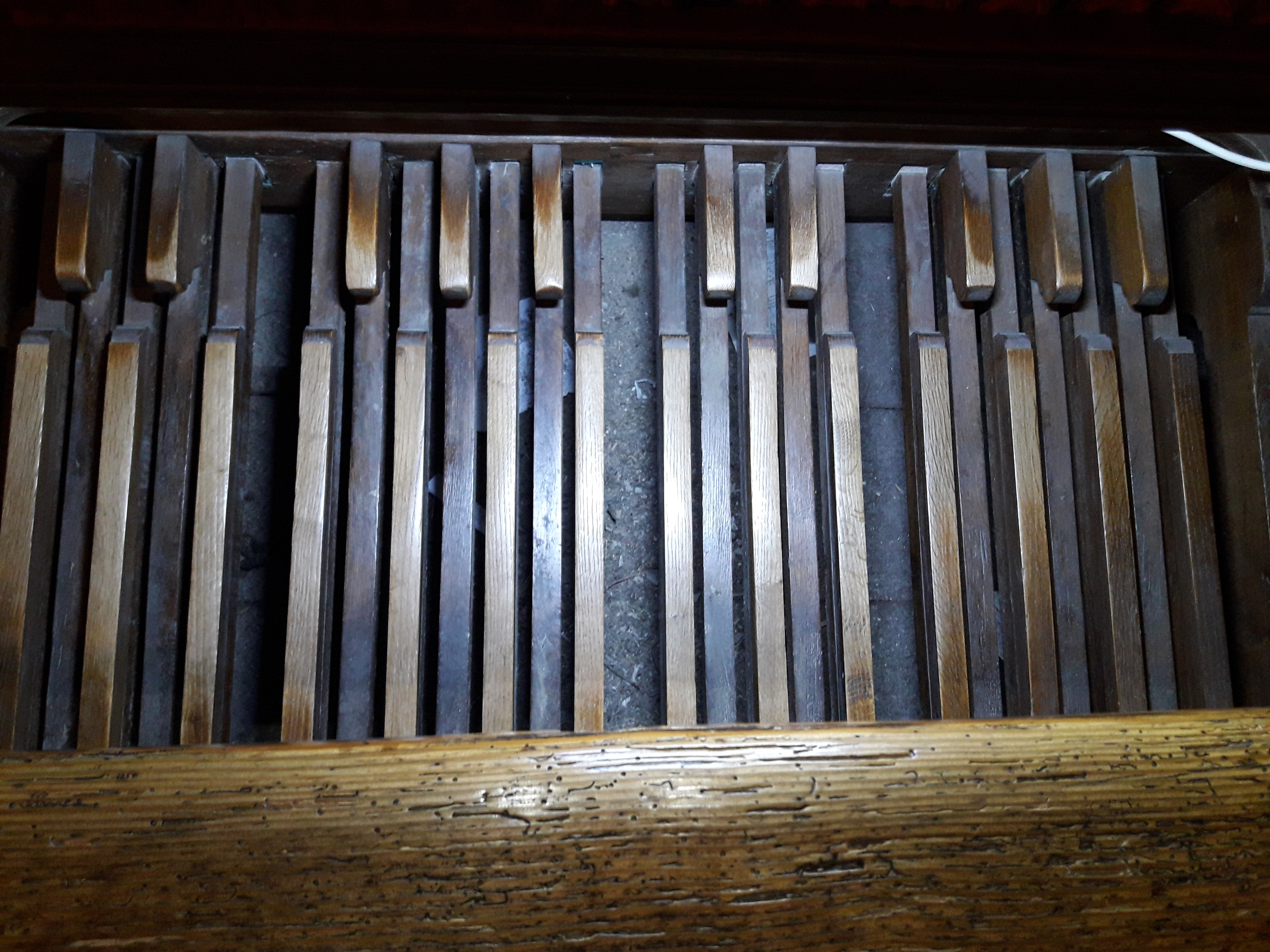
Klawiatura pedałowa

Manuał I: BHC-f3; manuały II i III: C-f3; pedał: C-h.

### Dyspozycja instrumentu
| Pozytyw dolny Klawiatura I              | Manuał główny Klawiatura II | Pozytyw górni Klawiatura III                                                              | Pedał              |
| --------------------------------------- | --------------------------- | ----------------------------------------------------------------------------------------- | ------------------ |
| Quintadena 8'                           | Quintadena 16'              | Pryncypał 8'                                                                              | Major Bas 32'      |
| Gembs Horn 8' (od c)                    | Pryncypał 8'                | Flet Major 8'                                                                             | Pryncypał Bas 16'  |
| Salicinał 8' (od c)                     | Baor Flet 8'                | Octava 4'                                                                                 | Salices Bas 16'    |
| Pryncypał 4'                            | Salicinał 8'                | Fugara 4'                                                                                 | Sub Bas 16'        |
| Flet Minor 4'                           | Unda Maris 8'               | Quinta 3'                                                                                 | Quintadena 16'     |
| Quinta 3'                               | Pryncypał 2-chórowy 4'      | Super Octava 2'                                                                           | Octava Bas 8'      |
| Octava 2'                               | Octava 4'                   | Ror Flet 2'                                                                               | Baor Flet 8'       |
| Quinta 1 {\displaystyle {\frac {1}{2}}} | Vald Flet 4'                | Mixtura 3-tio toni (1' + {\displaystyle {\frac {2}{3}}} + {\displaystyle {\frac {1}{2}}}) | Super 8-va Bas 4'  |
| Mixtura 3-tio toni                      | Flet Minor 4'               | Sałamaja 8 pedum                                                                          | ?                  |
|                                         | Quinta 3'                   |                                                                                           | Puson Bas 16 pedum |
|                                         | Super Octava 2'             |                                                                                           |                    |
|                                         | Piccolo 2'                  |                                                                                           |                    |
|                                         | Mixtura 5-toni              |                                                                                           |                    |
|                                         | Cymbał 6-chórowy            |                                                                                           |                    |

Kursywą zaznaczono trzy głosy, w których brakuje piszczałek (tj. Sałamaja 8 pedum, Puson Bas 16 pedum oraz jeden niezidentyfikowany głos);
Połączenie: Manuał III do Manuału II (tzw. szufladkowe);
Efekty: Tympan;
Wysokość stroju: a=468,5 Hz (w temperaturze 10 st. C) .